# Ptilinopus perlatus
El Tilopo perlado (Ptilinopus perlatus) es una especie de ave columbiforme perteneciente a la familia Columbidae. Es originaria de Nueva Guinea donde se encuentra en los bosques de tierras bajas y colinas. 

## Descripción
Está muy extendida y es común en general. Como la mayoría de otras palomas frutales, es en gran parte verde. El pecho es más opaco y más marrón, la garganta y la nuca son de color gris-negro, y, de manera singular para una paloma de fruta, las alas están manchadas de color rosa. La cara y la corona son generalmente de color verde oliva, pero esto se sustituye por el gris pálido de la subespecie plumbeicollis. El macho y la hembra son esencialmente idénticos.